# Levon Hajrapetjan
Levon Sosi Hajrapetjan (arménsky Լևոն Հայրապետյան; * 17. dubna 1989, Jerevan) je arménský fotbalový obránce a reprezentant, který od února 2014 působí v českém klubu 1. FK Příbram.

## Klubová kariéra
Hajrapetjan je odchovancem německých fotbalových škol. Hrál v amatérském klubu Bramfelder SV von 1945 a pak v mládežnických týmech Hamburku, v letech 2008–2010 nastupoval za rezervní tým. Od července do prosince 2010 působil v arménském klubu FC Pjunik, a vyhrál s ním ligový titul a domácí pohár. V lednu 2011 podepsal smlouvu s polským klubem Lechia Gdańsk. Od léta 2013 do konce roku působil v jiném polském klubu Widzew Łódź, zde odehrál 9 zápasů v Ekstraklase.
Další angažmá si sehnal až v únoru 2014, zamířil do českého celku 1. FK Příbram, kde podepsal smlouvu na dva a půl roku.

## Reprezentační kariéra
Levon Hajrapetjan má za sebou starty za mládežnické výběry Arménie v kategoriích U19 a U21.
V A-mužstvu Arménie debutoval 9. února 2011 v utkání proti Gruzii (porážka 1:2).